# Catoptria persephone
Catoptria persephone là một loài bướm đêm trong họ Crambidae.